# Стодольник
Стодольник — домашнє божество в міфології східних слов'ян, який жив у стодолі. Також відомий як огуменник, гуменник, у Росії називався овинник (від овин — «стодола»), у Білорусі — ёўнік (від ёўня — «стодола») чи асетнік (від асець — «осить»).

## У віруваннях
Стодольник вважався злим духом, найлютішим помічником «дворового».
Проте, стодольник не тільки капостить людям, але й стежить за порядком в стодолах, на гумнах, сприяє багатству і добробуту господарів. Він контролює порядок складання снопів, наглядає за тим, як і коли затопляти осить. Не дозволяє сушити хліби під час сильних вітрів, а також у дні великих свят, особливо на Воздвиження і Покрову, бо на них стодоли повинні були відпочивати.